# Rosalia (Washington)
Rosalia es un pueblo ubicado en el condado de Whitman en el estado estadounidense de Washington. En el año 2000 tenía una población de 648 habitantes y una densidad poblacional de 408,9 personas por km².

## Geografía
Rosalia se encuentra ubicada en las coordenadas 47°14′11″N 117°22′13″O / 47.23639, -117.37028.

## Demografía
Según la Oficina del Censo en 2000 los ingresos medios por hogar en la localidad eran de $33.214, y los ingresos medios por familia eran $37.750. Los hombres tenían unos ingresos medios de $30.962 frente a los $20.625 para las mujeres. La renta per cápita para la localidad era de $14.121. Alrededor del 12,8% de la población estaban por debajo del umbral de pobreza.